# AN/PVS-31夜視儀
AN/PVS-31，或稱：BNVD（英語：Binocular Night Vision Device，意指：雙筒式夜視裝置）是由美國L3哈理斯公司開發的一種雙筒式夜視儀。

## 特點
PVS-31是一款輕量化和緊湊的第三代夜視儀，目前正被美國特種作戰司令部以AN-PVS-31A的名義大量採用，以取代老舊的AN/PVS-15雙筒夜視儀。在眾多雙筒夜視儀之中，PVS-31是最輕巧和體積最小的一款，它重約1磅，重量與單筒式夜視儀相若，卻具備與其他更重的雙筒式夜視儀相同的功能。PVS-31旨在提高系統分辨率，顯著減輕頭部重量，改善系統重心，提供額外的操作實用性，並提高特戰幹員的整體感知能力而按照美國特種作戰部隊的標準設計。
用戶可透過使用單一AA電池或安裝在頭盔後方的遠端電池組來延長PVS-31的使用時間。 遠端電池組能夠使夜視儀的重量更低，並平均整個系統的重量。 它還具有用於地面人員識別的內建雙紅外線頻閃燈。 閃光燈可以透過電池外殼下方的小型受保護開關輕鬆啟動。
PVS-31具有獨立旋轉的管子外殼，允許幹員能夠以雙眼或單眼配置操作夜視儀。 同時使用兩根管子可以讓眼睛產生深度感知，並增加操縱地形和障礙物以及操作控制面板和門把手等設備的便利性。然而，單眼配置可以輕鬆地在戰場上經常出現的各種照明條件之間進行轉換，並容許幹員在夜視武器安裝的白光設備之間進行切換。

## 產品規格
- 尺寸：4.2英吋（長）× 4.2英吋（寬）× 3.4英吋（高）
- 重量：0.99磅（含電池）
- 表面處理：霧面黑色，耐腐蝕
- 電源：1顆AA電池（板載）或4顆AA電池（遠端）
- 電池壽命：>15小時（單顆電池），或 >50小時（4顆電池）
- 防水：66英尺2小時
- 版本：Gen3 美國 L3Harris
- 管子：18毫米 MX-11769 可變增益
- 最小品質因數 (SNR X LP/MM)：2,376
- 選通：自動
- 增益：可調／可變
- 放大倍率：1倍
- 視場角：40°
- 物鏡焦點：18吋至無限遠
- 屈光度：-0.5標準

## 使用者
- 阿富汗伊斯蘭酋長國
  - 伊斯蘭酋長國軍特種部隊單位
- - 澳洲國防軍
    - 澳洲特種作戰司令部

  - 特警單位
- 中华人民共和国：採用未授權仿製品BNVD-1431。
  - 中國人民解放軍特種部隊
  - 中國人民武裝警察部隊特戰隊
  - 公安特警單位
- 丹麦
  - 丹麥國防軍
- 德国
  - 德國聯邦警察
    - GSG 9

  - 德國州警察（英语：Landespolizei）
    - 特別行動突擊隊
- 印度尼西亞
  - 印尼陸軍特種部隊司令部（英语：Kopassus）
- 愛爾蘭
  - 愛爾蘭陸軍遊騎兵聯隊
- 以色列
  - 以色列國境警察特勤隊
- 日本
  - 陸上自衛隊
    - 特殊作戰群
- - 大韓民國海軍
    - 大韓民國海軍特戰戰團
- 拉脫維亞
- 荷蘭
  - 荷蘭軍隊
    - 荷蘭皇家海軍海上特種作戰部隊（英语：Netherlands Maritime Special Operations Forces）

  - 荷蘭國家警察部隊（英语：National Police Corps (Netherlands)）
    - 特別干預局（英语：Dienst Speciale Interventies）
- 新西兰
  - 紐西蘭陸軍
    - 特種空勤團
- 挪威
  - 挪威國防軍
    - 挪威特種作戰司令部
- 波蘭
  - 波蘭軍隊
    - 特種軍司令部（英语：Polish Special Forces）
- 西班牙
  - 西班牙軍隊
    - 海軍特種作戰部隊（英语：Fuerza de Guerra Naval Especial）
- 土耳其
  - 土耳其海軍水下攻堅司令部（英语：Underwater Offence (Turkish Armed Forces)）
- 乌克兰
  - 烏克蘭軍隊
    - 烏克蘭特種作戰部隊

  - 烏克蘭安全局
- 英国
  - 英國軍隊
    - 英國皇家海軍陸戰隊
    - 英國陸軍游騎兵團
- 美国
  - 美國軍隊
    - 美國特種作戰司令部
    - 美國海軍陸戰隊
    - 美國海岸防衛隊

  - 聯邦調查局人質拯救隊
  - 美國法警局特別行動組
  - 美國菸酒槍炮及爆裂物管理局特別應變隊
  - 美國邊境巡邏隊戰術單位
  - 特勤局反襲擊隊
  - 部份地方警察局

## 另見
- AN/PVS-14夜視儀
- GPNVG-18全景式夜視儀